# Herminium coiloglossum
Herminium coiloglossum är en orkidéart som beskrevs av Rudolf Schlechter. Herminium coiloglossum ingår i släktet honungsblomstersläktet, och familjen orkidéer. Inga underarter finns listade i Catalogue of Life.